# Камінь мрій
«Камінь мрій» (англ. The Dreamstone) — фентезійний роман американської письменниці Керолайн Черрі. Роман містить переосмислені оповідання автора «Камень мрії» (Amazons!, ред. Джессіка Аманда Салмонсон, 1979) та «Ілдвуд» (1981), а також додатковий матеріал. Перший із двох романів у серії «Ілдвудські історії», другий — «Дерево мечів і коштовностей». Книжкова серія спирається на кельтську міфологію й розповідає про Ілдвуд, ліс на краю Феєрі, й Арафеля, Даойне Сіде.
«Камінь мрії» вперше опублікований 1983 року в м’якій обкладинці компанією DAW Books, а обкладинка намальована братом Керолайн, Девідом А. Черрі. «Камінь мрії» та «Дерево мечів і коштовностей» згодом перевидавали в трьох збірниках:
- «Арафелова Сага» (1983, DAW Books);
- «Ілдвуд» (1991, Victor Gollancz) – включає перегляди та нове закінчення.
- «Дерево мрій» (1997, DAW Books) – включає перегляди та нову кінцівку «Ілдвуда» (1991).

## Сюжет
Камінь мрії починається в лісі під назвою Ілдвуд, останньому збереженому бастіону Фаері на Землі. Колись Сіде вільно блукав світом, але коли Людина прийшла, воювала і поширювала зло, темні Сіде зарилися глибоко в землі або сховалися в річках і озерах, а світлі, Даойне Сіде, залишили смертну Землю й повернулися до Фаері. Але один яскравий, Арафель, вирішив залишитися й охороняти Ілдвуд, останній недоторканий ліс. Люди уникали Ілдвуда, тому що ті, хто заходив сюди, більше ніколи не виходили.
Арафель спостерігав за приходом і відходом Людей у землях, які оточують Ілдвуд, але мало цікавився ними, допоки один чоловік не знайшов притулок на узліссі. Вона зустрілася з ним і дізналася, що його короля в Дун-на-Х-Еоїні вбили, а він, Найл, тікав від тих, хто захопив владу. Арафель повідомляє йому, що він не може залишатися в Ілдвуді, але, побоюючись за свою безпеку, відправляє його до Беорка, притулку, захованого в долині для «загублених лінгів».
Повернувшись в Елдвуд, інший чоловік потрапив у ліс. Арафель дізнається, що він Фіонн, арфист мертвого короля, який тікає від лорда Евальда з Каер Вілла. Евальд скинув короля, забрав його дружину Меару і тепер вважає арфу Фіонна своєю. Коли Евальд вторгається в ліс у погоні за Фіонном, Арафель забороняє йому доступ до арфіста. Евальд вимагає компенсації за те, що він вважає своїм, і вона дає йому свій камінь мрії, чарівний камінь, який зберігає спогади про власника. Евальд повертається до Каєр Вілла, в той же час Арафель дозволяє Фіонну залишитися в Ілдвуді, щоб вона могла послухати його спів. Але камінь мрії, який зараз носить Евальд, викликає у нього й Арафель страждання: вона може відчувати його потворні спогади і зло, а він відчуває її доброту і спокій, що збиває його з пантелику. Коли Фіонн дізнається, що зробила Арафель, та які страждання це завдає їй, то залишає її, щоб знайти Евальда та обміняти свою арфу на її камінь. Евальд, зведений з розуму від пожадливості та доброти, знову вторгається в Ілдвуд та зустрічає Фіонна. Він повертає Фіону камінь для арфи, але вбиває арфіста на зло. Арафель прибуває занадто пізно, щоб врятувати Фіонна, і вбиває Евальда своїм срібним мечем. Спустошена, Арафель відновлює свій камінь мрії та відступає до Ілда (Фаері).
Коли Найл дізнається про смерть лорда Евальда, то повертається в Каер Вілл і бере контроль над ним. Він пропонує Міарі та її сину від Евальда, Евальд молодшому, безпека та мир після повернення до Каєр Вілла. Евальд виростає й одружується на Мередід, а коли підстаркувати Найл помирає, Евальд стає лордом Каер Вілла. Новий король, Лаочайлан, сходить на престол і воює з Ан-Бігом. Лорд Евальд з Каер Вілла і брати Доннхад і Кіаран з Каер Донна погоджуються допомогти королю повернути контроль над Дун-на-Х-Еоїном. Вони виграють битву, але Евальд стурбований тим, що відступаючий ворог, захопить Каер Вілла, і просить короля дозволити повернутися, щоб захистити фортецю. Король відмовляється, але дозволяє Кіарану піти. На шляху до Каер-Вілла Кіаран зазнає нападу на краю Ілдвуда і втікає в ліс. Там він знаходить дерево, з гілок якого звисають мечі та коштовності. Він бере один із срібних мечів, щоб захиститися, але Арафель втручається і відтягує Кіарана до Ілда. Вона усвідомлює, що він піврослик, Людина з ельфійською кров’ю, тому що жодна Людина не знайде Циннійнт, Дерево мечів і коштовностей. Арафель пояснює Кіарану, що коли даойні Сіде відійшли до Феєрі, вони повісили свої мечі та камені пам’яті на дерево, а меч, який він взяв, належав принцу ельфів на ім’я Ліосліат. Вона дарує коштовний камінь Кіарана Ліосліата, схожий на камінь мрії Арафеля.
Кіаран повідомляє Арафель, що він повинен виконати своє зобов'язання допомогти Каєру Віллу, і вона відвозить його через Феєрі до замку. Каер Вілл обложений Бігом, а Кіаран допомагає в його обороні, запевняючи своїх людей, що їх лорд Евальд і король повернуться, щоб звільнити їх. Оскільки облога Каєра Вілла посилюється, Кіаран кличе Арафеля на допомогу через камінь, не підозрюючи про небезпеку виклику Сіде. Арафель неохоче відповідає, знаючи, що вона розбудить давніх ворогів Сіде. Вона озброює Кіарана та надає йому коня ельфа, і вони разом борються з Бігом та стародавніми істотами, які приєдналися до ворога. На той час, коли король та лорд Евальд повернуться, битва закінчилася, темні сили переможені, й Арафель, знову вільна після виконання свого завдання, повернулася до Ілда.
Тепер усі бачать Кіарана принцом ельфів і бояться його. Король повертається до Дун на х-Еоїн, а Доннхад до Каєр Донна, обидва відмовляються спілкуватися з Кіараном. Тільки Бранвін, дочка Евальда, приймає його, й Кіаран відвозить її до Ілдвуду. Він повертає камінь мрії Ліосліт Арафель, і Сіде благословляє їх обох та Каре Вайл.

## Відгуки
В огляді омнібуса «Дерево сновидінь» на сайті SF Стівен Девіс сказав, що вважав текст Черрі «першокласним» і «діалог ніколи не виглядає прямолінійним або банальним; персонажі правдоподібні та мають зрозумілі мотиви; і пані Черрі ніколи не перенапружує свої сцени». Журнал про культурне мистецтво Rambles описав омнібус «Сага про Арафель» як «епічну історію про магію та пригоди» і рекомендував його всім, хто цікавиться легендарним народом Фей.

## Номінація на нагороди
- Найкращий фентезійний роман премії «Локус»[5]

## Цитовані роботи
- Cherryh, C. J. (1983). The Dreamstone. DAW Books. ISBN 0-87997-808-2.
- Cherryh, C. J. (1997). The Dreaming Tree. DAW Books. ISBN 0-88677-782-8.

## Детальніше
- Catalano, Frank (July 1983). Review of The Dreamstone. Amazing Science Fiction. Т. 57, № 2. с. 14.
- Review of The Dreamstone. Publishers Weekly. Т. 223, № 4. 28 січня 1983. с. 83.
- Green, Roland (15 квітня 1983). Review of The Dreamstone. Booklist. 79 (16): 1075.
- Herbert, Rosemary (15 березня 1983). Review of The Dreamstone. Library Journal. 108 (6): 603.
- Nickerson, Susan (15 березня 1983). Review of The Dreamstone. Library Journal. 108 (6): 603.
- Notkin, D. (April 1983). Review of The Dreamstone. Locus. Т. 16, № 4. с. 11.
- Searles, B. (August 1983). Review of The Dreamstone. Isaac Asimov's Science Fiction Magazine. Т. 7, № 8. с. 170.